# راوسون ۲۸۵۴
سیارک ۲۸۵۴ (به انگلیسی: 2854 Rawson، نامگذاری:1964JE) دو هزار و هشتصد و پنجاه و چهارمین سیارک کشف شده‌است که در ۶ مه ۱۹۶۴ کشف شد.
قدر مطلق سیارک برابر ۱۳٫۲۰ است.